# Čierny vrch (1181 m)
Čierny vrch (1181 m) – szczyt w zachodniej części Niżnych Tatr na Słowacji. Wznosi się po południowej stronie zabudowań miejscowości Liptovská Lúžna. Jego południowe i zachodnie stoki opadają do doliny potoku Patočiny, południowe do doliny Lúžňanki, wschodnie do potoku Banské (dopływ Lúžňanki).
Čierny vrch jest porośnięty lasem, ale na jego szczycie i podnóżach są polany – pozostałości dawnych hal i pól uprawnych miejscowości  Liptovská Lúžna. W stokach północnych są duże skaliste partie, a na szczycie zamontowano przekaźnik telekomunikacyjny. Przez szczyt przebiega granica Parku Narodowego Niżne Tatry, w obrębie tego parku znajdują się północne zbocza Čiernego vrchu. 
Wschodnimi stokami  Čiernego vrchu prowadzi szlak rowerowy od drogi nr 59 przez uzdrowisko Korytnica-kúpele do miejscowości Liptovská Lúžna.